# Le Griffon

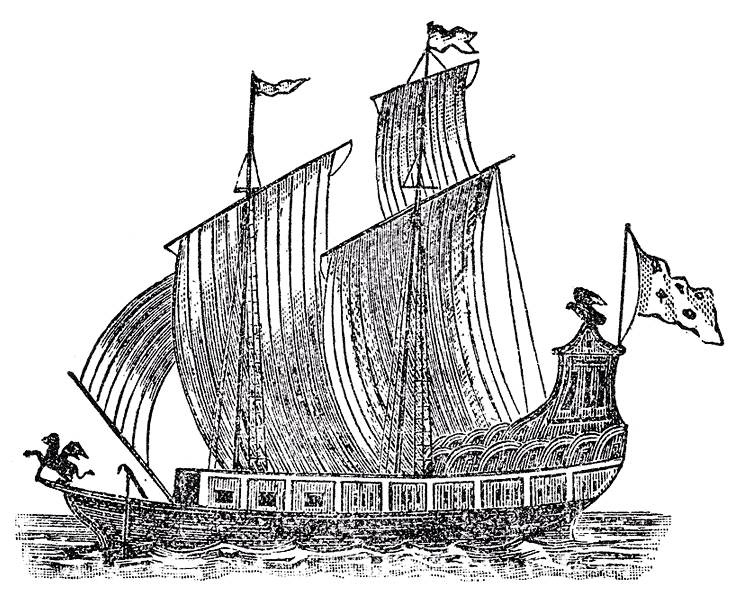
„Le Griffon” – drzeworyt z 1697 r. wg rysunku ojca Louisa Hennepina w Nouvelle Decouverte

Le Griffon – statek żaglowy zbudowany przez René-Roberta Caveliera de La Salle w 1679 roku w Ameryce Północnej w jego dążeniu do znalezienia Przejścia Północno-Zachodniego do Chin i Japonii. Pierwszy większy żaglowiec zbudowany na Wielkich Jeziorach od odkrycia Ameryki przez Europejczyków.

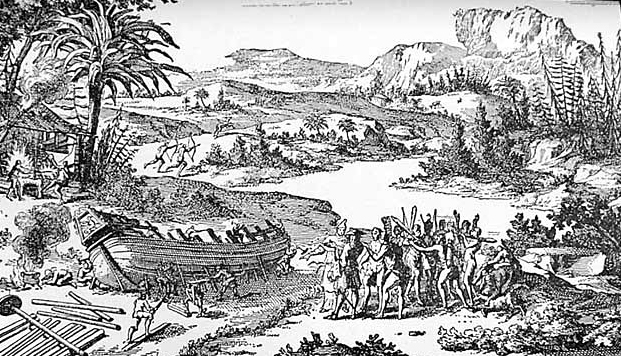
„Budowa Griffona” wg dzieła Nouvelle Decouverte Hennepina

Według zapisek Louisa de Buade de Frontenaca, gubernatora Nowej Francji, już od ok. 1673 r. po jeziorze Ontario pływało kilka „żaglowców”, jednak były to niewielkie jednostki o nośności ok. 10–20 ton, przeznaczone do wykonywania lokalnych podróży.
„Le Griffon” został zaprojektowany jako jednostka zdolna do znacznie dalszych rejsów po niezbadanych dotąd wodach, po których wcześniej pływały tylko indiańskie canoe. Zbudowany i zwodowany został na lub w pobliżu wyspy Cayuga na rzece Niagara. Dokładny rozmiar i konstrukcja statku nie są znane. Powszechnie znany drzeworyt z 1697 r. przedstawia go jako dużą jednostkę o dwóch masztach. Biorąc pod uwagę ograniczone możliwości techniczne, jakimi dysponował La Salle, wielu badaczy uważa jednak, że była to jednomasztowa jednostka z ożaglowaniem rejowym o pojemności ok. 45 tun (1 tun = ok. 240 galonów), długości 9–12 m i szerokości 3–5 m, uzbrojona w siedem niewielkich zapewne armat. Tym niemniej była w swoim czasie największym statkiem żaglowym na Wielkich Jeziorach. Cavelier de La Salle i ojciec Louis Hennepin wyruszyli w dziewiczy rejs na pokładzie „Griffona” 7 sierpnia 1679 r. z 32-osobową załogą, żeglując przez jezioro Erie i jezioro Huron dotarli na jezioro Michigan.
Statek dobił do brzegu na jednej z wysp u wschodnich wybrzeży jeziora Michigan, na której lokalne plemiona zgromadziły się z futrami zwierząt, aby handlować z Francuzami. La Salle zszedł na ląd i po pomyślnych targach 18 września wysłał załadowany statek z powrotem w kierunku Niagary. W drodze powrotnej z wyspy, zlokalizowanej w ujściu akwenu znanego obecnie jako Zatoka Green Bay, statek zaginął wraz ze wszystkimi sześcioma członkami załogi i całym ładunkiem futer.
Przypuszcza się, że załadowany statek zatonął w czasie któregoś z częstych na jeziorach gwałtownego szkwału. Chociaż na przestrzeni lat pojawiło się również wiele innych teorii, do dziś nie ma jednoznacznego konsensusu co do losu statku lub aktualnej lokalizacji wraku „Griffona”. Dwie najbardziej prawdopodobne lokalizacje wraku to okolice miasta Escanaba w stanie Michigan (jezioro Michigan) lub rejon zachodniego cypla wyspy Manitoulin (jezioro Huron).